# Kogal

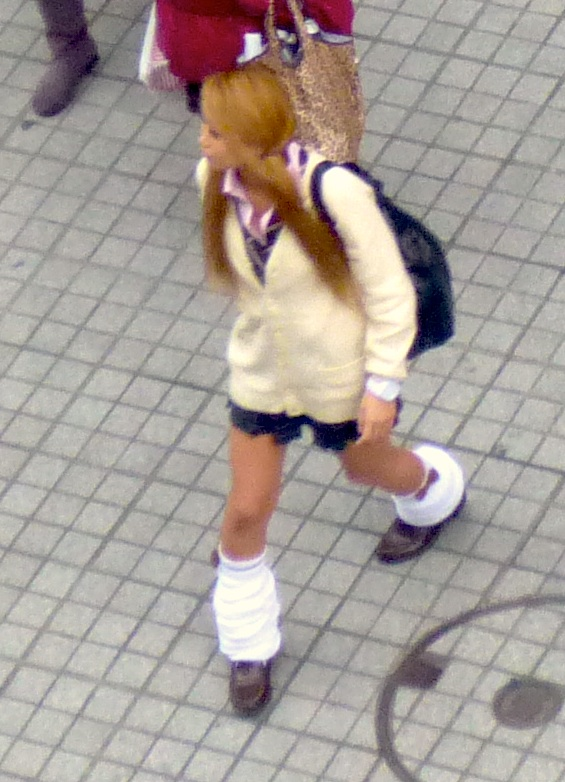
Kogyaru

Kogal (jap. コギャル Kogyaru) – jest jednym z wielu rodzajów subkultury gyaru. Ten styl obraca się wokół dziewcząt w wieku licealnym. Polega na tym, że noszą ubiór oparty na japońskich mundurkach szkolnych, do tego mogą mieć założone luźne skarpetki.

## Etymologia
Pochodzenie słowa kogal/kogyaru jest niejasne. Natomiast gal pochodzi od błędnej wymowy angielskiego słowa girl oznaczającego dziewczynę. Niektórzy uważają, że ko (jap. 子) oznacza po prostu mała, zatem cały wyraz oznaczałby małą dziewczynkę, dla innych zaś wywodzi się od słowa kōtō gakkō (jap. 高等学校) oznaczającego liceum, biorąc pod uwagę fakt, że wiele kogyaru należy do tej grupy wiekowej lub że noszą mundurki licealne. Ko może równie dobrze pochodzić od skrótu kōkōsei (jap. 高校生) słowa, które oznacza „licealistkę”

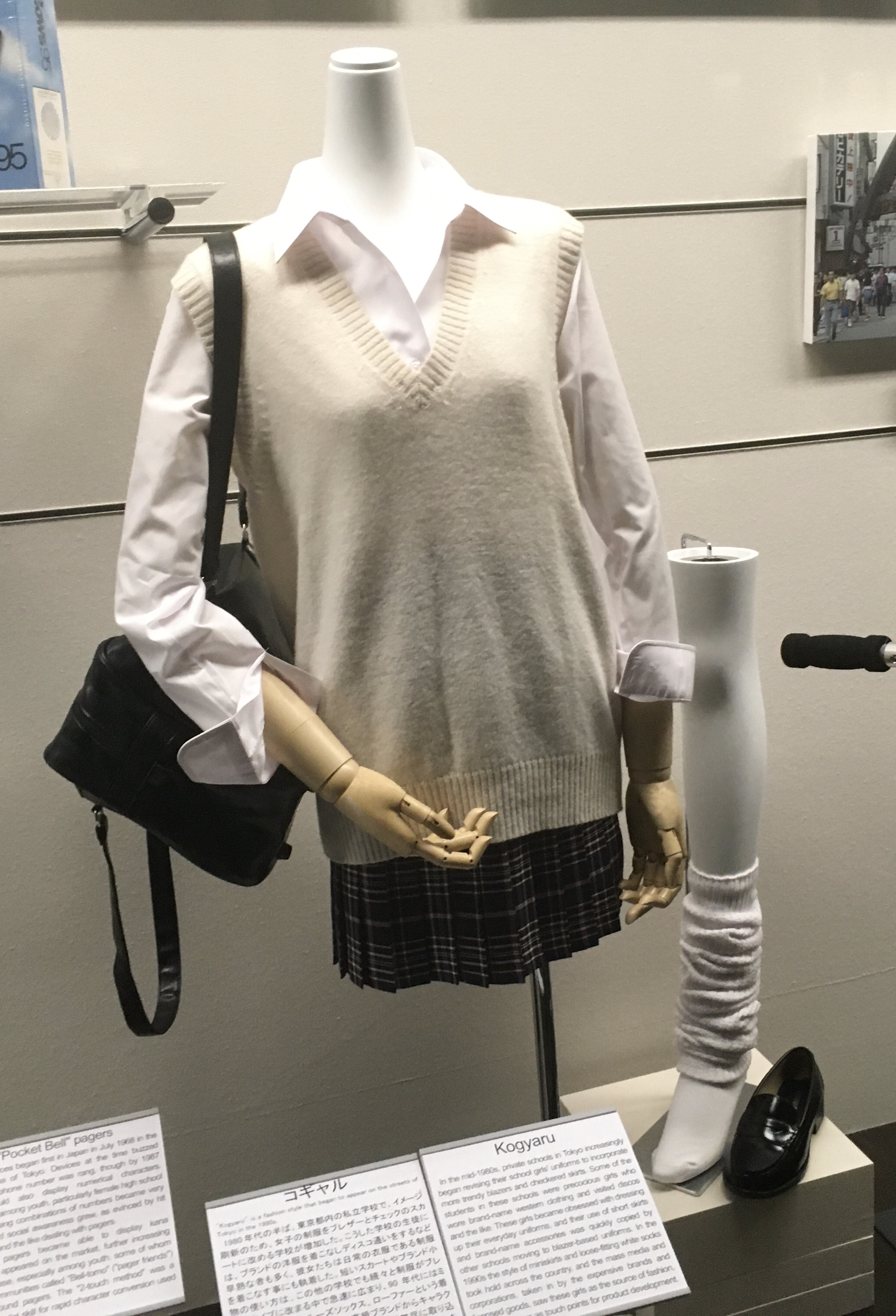
Eksponat ubioru kogyaru w Edo-Tokyo Muzeum.

## Wygląd
Jeśli chodzi o ubiór, kogyaru zakładają głównie ubrania na wzór japońskich mundurków szkolnych, choć znacznie skracają swoje spódnice, aby wyglądały na minispódniczki, do tego ubierają szale w kratę burberry a niekiedy krawaty lub kokardki noszone luźno wokół szyi, podstawą są luźne skarpetki głównie białe, czasami częściowo zakrywające buty, które są najczęściej na platformie, można również zaobserwować u nich różne dodatki uważane za kawaii, które przywieszają do torebek, plecaków i telefonów. Często można zauważyć u nich długie paznokcie nierzadko ozdobione, natomiast włosy są zazwyczaj rozjaśniane, od średniego brązu do jasnego blondu. Dziewczyny te mogą posiadać także sztuczną opaleniznę. Dopełnieniem tej mody jest z reguły mocniejszy makijaż jednak, że ciężko jest go opisać, ponieważ kogyaru nie mają jednego wspólnego wyglądu, gdyż kochają indywidualne style i dzielą się na różne grupy, takie jak ganjiro, ganguro czy yamanba.

## Opis
Kogyaru są oskarżane o nadmierną konsumpcję, życie na utrzymaniu rodziców i enjo kōsai (usługi randkowe). Jednak nie jest jasne, ile dziewcząt faktycznie zajmowało się prostytucją. Natomiast krytycy potępiają ich materializm jako odzwierciedlający większą psychologiczną lub duchową pustkę we współczesnym życiu Japonek. Niektóre kogyaru utrzymują swój styl życia z zasiłków od bogatych rodziców, prowadząc egzystencję, która jest sprzeczna z tradycyjnymi zasadami obowiązku i pracowitości. Chociaż markowe akcesoria są częścią ich wyglądu, wiele z nich można tanio kupić jako podróbki produktu znanej marki ze straganów na targowiskach w zaułkach, takich jak Ura-Harajuku. Osoby o radykalnych poglądach i feministki postrzegały młode kobiety jako sprytnie negocjujące własną pozycję w męskim, patriarchalnym świecie.

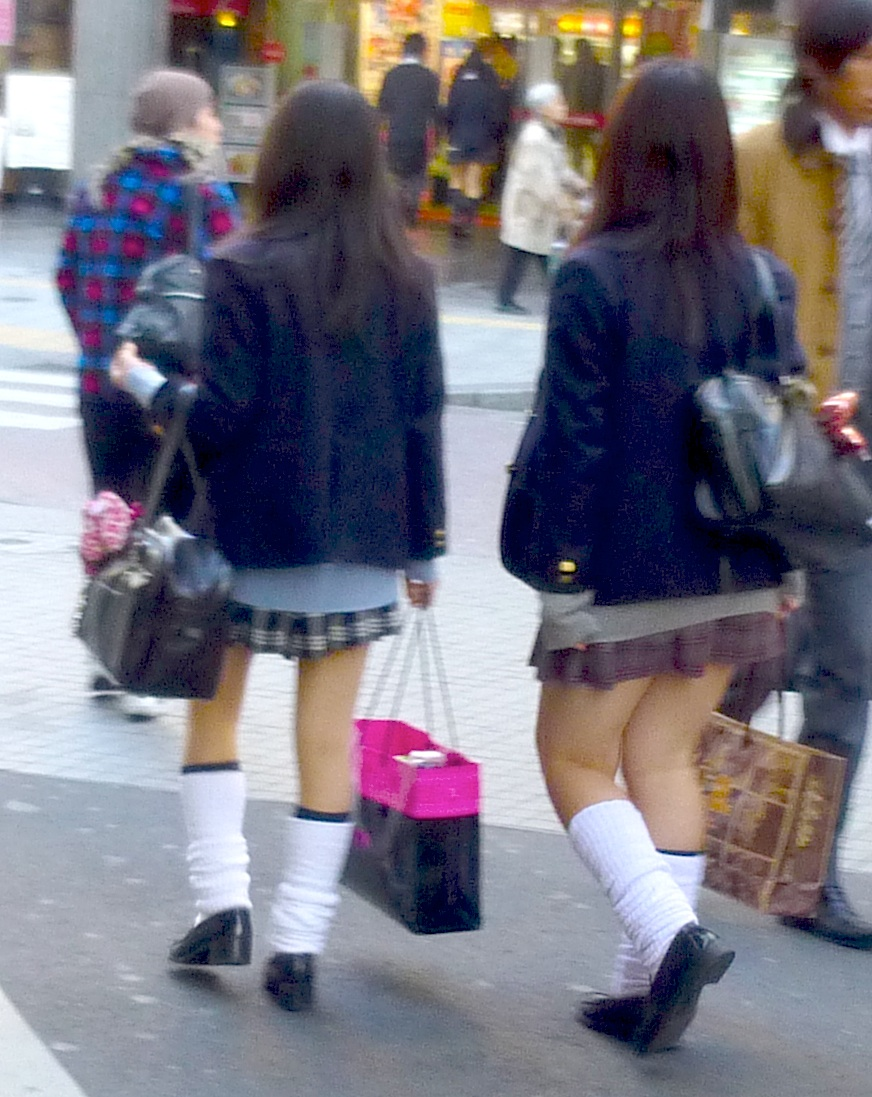
Kogyaru wracające z zakupów.

Inni zarzucają, że zjawisko zwane kogyaru dotyczy nie tyle dziewcząt i ich mody, ile praktyki medialnej polegającej na fetyszyzowaniu mundurków szkolnych i obwinianiu tych, którzy są zobowiązani do ich noszenia. Jedna z uczennic powiedziała „Żałuję, że nie chodziłam do liceum w innym czasie. Teraz gdy kogyaru jest tematem w Japonii, nikt nie dostrzega zwyczajnej mnie. Postrzegają mnie tylko jako kogal, taką, jaką widzą w telewizji”. Inni twierdzą, że wygląd kogyaru był wykorzystywany wraz z powstałą paniką enjo kōsai w latach 90. Były redaktor magazynu egg o modzie gyaru, powiedział, że „enjo kōsai zaczęło się jako psotny, ale stosunkowo niewinny sposób robienia figli mężczyznom w średnim wieku”. Obejmowało to wymianę niewielkich kwot na randki trwające kilka minut. A relacje w mediach zostały sformułowane tak, jakby wszystkie licealistki „spieszyły się do Shibui i uprawiały seks z mężczyznami w lożach karaoke tylko po to, by kupić sobie luksusowe towary”. Po latach ta teza została obalona i uznana stereotypem.
Zjawisko kogal nigdy nie reprezentowało większości nastoletnich dziewcząt. Raczej w dużej mierze symbolizuje ewolucję roli kobiet w kapitalistycznej Japonii. Jako styl odrzuca nie tylko tradycyjne role płciowe, ale także ducha nacjonalizmu, starając się ucieleśnić bezpaństwowy konsumpcjonizm. Ten konsumpcjonizm jest komunikowany poprzez podróbki markowych towarów, wycieczki do fotobudek, śpiewanie karaoke, imprezy, korzystanie z hoteli miłości i włączanie nowych zapożyczeń do codziennej mowy. Kogyaru mają również bardziej liberalne podejście do aktywności seksualnej, używając bardziej odważnego języka lub otwarcie odnosząc się do seksu. Ich hedonizm i niegrzeczny język służą młodym Japonkom do potwierdzenia własnej wartości. Zdolność do krytykowania mężczyzn, zwłaszcza starszych, świadczy o ich buncie przeciwko tradycyjnym normom płci. Publikacje, takie jak galeria męskiej anatomii autorstwa magazynu egg, pokazują, że kultura kogyaru może również upoważniać młode kobiety do wyrażania niezadowolenia i doceniania własnych przyjemności. Ogólnie rzecz biorąc, język, zachowanie i obrazy kogal odzwierciedlają potrzebę buntu wobec restrykcyjnej kultury rodzicielskiej i potwierdzenia różnorodnych idei kobiecości.

## Historia
W latach 70. japońska moda zaczęła dzielić się według kryterium wieku wraz z pojawieniem się magazynów opisujących gyaru skierowanych do nastolatek. Podczas gdy główny nurt mody w latach 80. i wczesnych 90. kładł nacisk na dziewczęcy i uroczy wygląd, publikacje gyaru promowały seksowną stronę. Topowe magazyny z modą gyaru, w tym Popteen, Street Jam i Happie nuts, były tworzone przez redaktorów wcześniej zaangażowanych w tworzenie pornografii dla mężczyzn.
Pierwotnie kogyaru były uczennicami wyrzuconymi z prywatnych szkół, które zamiast nosić dłuższe spódnice jak w przypadku męsko-żeńskiej kultury, która pojawiła się w latach 80. skupionej na unikaniu odpowiedzialności i obowiązków w postaci „yankī” i „bōsōzoku” stworzyły nową formę buntu poprzez skrócenie ich. W ten sposób również dziewczyny, które porzuciły szkołę gimnazjalną, wzorowały się na licealistkach i próbowały usprawiedliwić swoją niezależność poprzez wygląd i zachowanie starszych koleżanek. Z kolei styl kogyaru zaczął się coraz bardziej rozwijać, a dziewczyny zaczęły stopniowo wprowadzać do niego coraz więcej własnych akcentów, takich jak luźne skarpetki i telefony komórkowe.
W 1993 roku specjalny program telewizyjny コギャル NIGHT (Noc Kogyaru) zaprezentował ten styl masowej publiczności i dostarczał wzór do naśladowania dla dziewczyn aspirujących do niego. Z kolei buty na platformie, które nosiły uczestniczki tego stylu zostały spopularyzowane przez piosenkarkę Namie Amuro w 1994 roku. Następnie w 1995 roku powstał magazyn mody egg specjalizujący się w modzie kogal.
W połowie lat 90. japońskie media poświęciły wiele uwagi zjawisku enjo kōsai („płatnych randek”), w które rzekomo angażowały się znudzone gospodynie domowe i licealistki, łącząc w ten sposób kogyaru z prostytucją. Na podstawie tego można zobaczyć również film Bounce Ko Gals z 1997 roku w reżyserii Masato Harady, w którym przestawił kogyaru prostytuujące się, aby kupić różne modne rzeczy.
Szczyt kultury kogal przypadł na rok 1998. Wtedy to Kogyaru zaczęły być wypierane przez inny styl, który zyskał popularność dzięki magazynowi egg, chodzi tu o ganguro, styl gyaru, który pojawił się w połowie lat 90. cechujący się ciemnym makijażem połączonym z mocną opalenizną.
Następnie pojawiła się moda w postaci białej skóry, bez jakiejkolwiek opalenizny, styl ten określany był jako shiro gyaru i kojarzony z magazynem Popteen. Były też onee gyaru, które wzorowały się na modzie z Hollywood. Paradując po ulicach Shibui wyróżniały się ze względu na szpilki i biżuterię. Kobiety decydujące się na ten styl były często poprzedniczkami stylów gyaru, które powracały do tej subkultury. Styl ten był seksowny, a zarazem bardziej dojrzały. Uczestniczki tego stylu poważniej też podchodziły do swojego życia niż inne grupy gal, studiowały bądź pracowały.

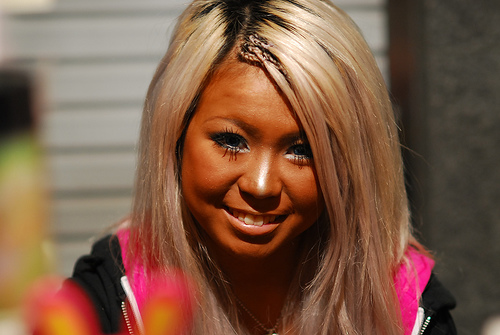
Przykład kogal; w makijażu i fryzurze z połowy i końca lat 90. Charakteryzuje się również silną opalenizną w stylu zwanym ganguro.

W 2007 roku po raz pierwszy można było zobaczyć nowy styl hime gyaru, który był część stylu shiro gyaru. Poprzez ten styl wydawało się, że dziewczyny chcą żyć jak księżniczki. Ubierały różowe lub pastelowe sukienki w stylu księżniczek oraz miały kręcone brązowe włosy. W tamtym czasie dużą popularnością cieszyły się marki takie jak Liz Lisa i Jesus Diamante, w których ubierały się hime gyaru.
Od 2022 roku można zaobserwować ponowne zainteresowanie subkulturą gyaru. Kolejny raz popularność zyskują luźne skarpetki i co za tym idzie, można ponownie zaobserwować dziewczyny ubrane w stylu kogyaru.
Zmiany w kobiecej japońskiej kulturze piękna, takie jak kogyaru, reprezentują rosnącą różnorodność, która kontrastuje z utrwalonym wcześniej naciskiem na uległość i słodycz. Kogal i jego poprzednicy są wizualną kroniką ewolucji Japonii w kierunku kultury konsumpcyjnej, wyraźnie pokazując zmieniające się wartości i normy w kulturze japońskiej, ponieważ konsumpcjonizm wymaga zastąpienie tożsamości cechami zewnętrznymi.

## Język
Kogyaru są identyfikowani przede wszystkim po wyglądzie, ale charakterystyczna jest również ich mowa, zwana kogyarugo (jap. コギャル語), obejmująca m.in. słowa: ikemen (イケ面; „fajny koleś”), chō-kawaii (超かわいい; „całkowicie słodki”), gyaru-yatte (ギャルやって; „zrób gal'owom rzecz”), gyaru-fuku (ギャル服; „ubrania gyaru”), gyaru-kei shoppu (jap. ギャル系ショップ; „sklep w stylu gyaru”), gyaru-do appu no tame ni (ギャル度アップのために; „zwiększanie poziomu gyaru”), chō maji de mukatsuku (超マジでむかつく; „naprawdę super frustrujące”). Jako sposób na świętowanie swojej indywidualności, gyaru mogą mówić biba jibun (ビバ自分; „niech żyje ja”).
Słowa używane przez gal są często tworzone przez skracanie japońskich zwrotów lub dosłowne tłumaczenie angielskiej frazy, czyli bez zmiany kolejności w celu zachowania japońskiej składni. Słowa można również tworzyć, dodając przyrostek „-ingu” do czasowników. Popularne są skróty alfabetu łacińskiego, na przykład „MM” oznacza maji de mukatsuku („naprawdę frustrujące”). Inną cechą mowy gal jest przyrostek „-ra”.
Język angielski używany w mowie kogal jest często połączeniem dwóch lub więcej angielskich słów, które nabierają nowego znaczenia w Japonii.

## Kogyaru w kulturze masowej
- Manga zatytułowana Gals!, napisana i narysowana przez Mihonę Fujii w latach 1999–2002, była poświęcona modzie kogyaru, z której powstała seria anime zatytułowana Super Gals! Kotobuki Ran[28].

- Ponadto powstało wiele magazynów inspirowanych kulturą kogyaru skierowanych do jej przedstawicieli. Najbardziej znane to egg czy Happie[29][30].

- W mandze i anime Nana, siostra tytułowej bohaterki, Nami Komatsu, podąża za modą kogyaru zarówno poprzez ubrania, jak i makijaż, z tego powodu jest mocno krytykowana[31].

- Kogyaru pojawiają się także w serialu anime Oshiete! Gyaruko-chan i Hajimete no Gal[32].

- W mandze Projekt: cosplay bohaterka Marin Kitagawa podąża za modą kogal[33].